# Jack (Nonpareil) Dempsey
Jack (Nonpareil) Dempsey, all'anagrafe John Edward Kelly (Curran, 15 dicembre 1862 – 2 novembre 1895), è stato un pugile irlandese, campione mondiale dei pesi medi dal 1884 al 1891.
La International Boxing Hall of Fame lo ha riconosciuto tra i più grandi pugili di ogni tempo.
Irlandese di nascita, ma attivo esclusivamente negli Stati Uniti fin dal 1883, era chiamato "The Nonpareil" (l'incomparabile) perché nessuno riusciva a sconfiggerlo.
Rimase imbattuto per 60 incontri, poi nel 1891 Bob Fitzsimmons gli tolse il titolo mondiale dei pesi medi con un KO al 13º dei 20 round previsti.
Numerosissimi pugili di ogni levatura si attribuirono, nei decenni seguenti, lo stesso nome da lui scelto, compreso il campione del mondo dei pesi massimi degli Anni '20 Jack Dempsey, che si chiamava in realtà William Harrison Dempsey.
"The Nonpareil" morì di tubercolosi a 33 anni non compiuti.